# Bedford-Stuyvesant (Brooklyn)
Bedford-Stuyvesant (pronunciado /staɪvəsənt/) (también conocido como Bed-Stuy) es un barrio en el centro del distrito de Brooklyn, en Nueva York (Estados Unidos). Formado en 1930, el barrio es parte del Brooklyn Community Board 3, Brooklyn Community Board 8 y Brooklyn Community Board 16. En el ayuntamiento el barrio está representado por Albert Vann, de la 36.ª junta de distrito.
Bed-Stuy hace frontera con la avenida Flushing al norte (bordeando Williamsburg); la avenida Classon al oeste (bordeando Clinton Hill); Broadway y la avenida Van Sinderen al este (bordeando Bushwick y East Nueva York); Park Place y Ralph Avenue al sur y al oeste (bordeando Crown Heights) y a lo lejos la avenida East Nueva York (bordeando Brownsville). Se usa los códigos postales 11205, 11206, 11216, 11221, 11233, and 11238. La calle principal es la avenida Nostrand, pero la calle principal de compras es Fulton Street.
Durante décadas, Bed-Stuy ha sido un centro cultural de la población afrodescendiente de Brooklyn. A raíz de la construcción de la línea A del metro entre Harlem y Bedford en 1936, los afroamericanos abandonaron un superpoblado Harlem por Bedford-Stuyvesant. La principal vía pública de Bed-Stuy es la avenida Nostrand, pero la principal calle comercial es Fulton Street, que se encuentra encima de la principal línea de metro de la zona (los trenes A y C). Fulton Street recorre de este a oeste la longitud del barrio y cruza las congestionadas calles, incluyendo las avenidas Bedford, Nostrand y Stuyvesant. Bedford-Stuyvesant está compuesto de cuatro barrios: Bedford, Stuyvesant Heights, Ocean Hill y Weeksville.

## Historia

### Antecedentes
El nombre del barrio es una extensión del nombre de Village of Bedford, expandido para incluir el área de Stuyvesant Heights. El nombre Stuyvesant proviene de Peter Stuyvesant, el último gobernador de la colonia de los Nuevos Países Bajos. En el prerevolucionario condado de Kings, Bedford, que ahora es el centro de la comunidad, fue el primer gran asentamiento al este de la entonces Villa de Brooklyn en la ruta de ferry hacia Jamaica y el este de Long Island. Con la construcción del ferrocarril de Brooklyn y Jamaica en 1832, a lo largo de la avenida Atlantic, operado por el ferrocarril de Long Island en 1836, Bedford estableció su estación de ferrocarril cerca de la intersección de las actuales avenidas Atlantic y Franklin. En 1878, el ferrocarril de Brooklyn, Flatbush y Coney Island estableció su terminal norte con una conexión al ferrocarril de Long Island en el mismo lugar. La comunidad de Bedford contiene una de las más antiguas comunidades libres de afroamericanos en los Estados Unidos, llamada Weeksville, muchas de las cuales aún existen y están preservadas como un sitio histórico. Ocean Hill, una subsección fundada en 1890, es principalmente una zona residencial.

### Establecimiento de un barrio urbano
En las últimas décadas del siglo XIX, con la llegada de los tranvías eléctricos y la Fulton Street Elevated, Bedford-Stuyvesant se convirtió en una comunidad dormitorio de clase obrera y clase media en el centro de Brooklyn y Manhattan. En ese momento, la mayoría de las casas de madera fueron destruidas y reemplazadas por brownstones. Bed-Stuy está frecuentemente considerada como la meca de la cultura negra de Brooklyn, similar a lo que Harlem es en Manhattan.

### Después de la guerra
Durante y después de la II Guerra Mundial, un gran número de afroamericanos emigraron del sur del país debido a la disminución de la agricultura y buscando oportunidades al norte, por lo que se mudaron a Beford-Stuyvesant. 
Una serie de problemas han llevado a un largo declive del barrio. Algunos de los nuevos residentes que habían sido trabajadores rurales tenían dificultades para encontrar un trabajo con un sueldo razonable en la economía urbana de Nueva York. La ciudad estaba en un período de declive, agravado por el abandono de una parte de la red de transporte, la desaparición de los empleos industriales, la disminución de instalaciones y servicios públicos, la incapacidad para hacer frente a la delincuencia en aumento y las dificultades en el gobierno municipal.

### Décadas de1960 y 1970

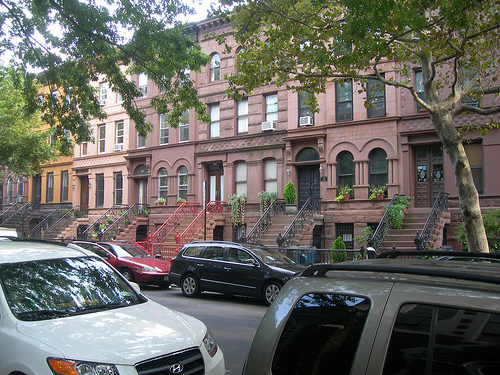
Casas en Mac Donough Street

Las décadas de los 60 y 70 fueron una época difícil para Nueva York y afectó seriamente a Bedford-Stuyvesant. La guerra de bandas estalló en Bedford-Stuyvesant en 1961. Durante el mismo año, Alfred E. Clark del The New York Times se refiere al barrio como el "Brooklyn's Little Harlem" ("El pequeño Harlem de Brooklyn"). Una de las primeras revueltas urbanas de la época tuvo lugar allí. Las divisiones sociales y raciales en la ciudad contribuyeron a las tensiones, que culminaron cuando los intentos de control de la comunidad en el cercano distrito escolar Ocean Hill-Brownsville enfrentaron a algunos residentes de la comunidad negra y activistas (tanto de dentro como de fuera de la zona) contra profesores, la mayoría de ellos de raza blanca y judíos. Las acusaciones de racismo son una parte común de las tensiones sociales en aquel momento.
En 1964 estallaron disturbios raciales en el barrio de Harlem en Manhattan después de que un teniente de policía irlandés-americano del Departamento de Policía de Nueva York, Thomas Gilligan, disparó y mató a un adolescente afroamericano, James Powell, de 15 años. Los disturbios se propagaron hasta Bedford-Stuyvesant y trajeron consigo destrucción y saqueo en muchos comercios del barrio, muchos de los cuales eran propiedad de judíos. Las relaciones raciales entre el Departamento de Policía de Nueva York y la comunidad negra de la ciudad fueron tensos, ya que la delincuencia es mayor en barrios negros y algunos policías afroamericanos estaban presentes en el cuerpo. En esos barrios, los crímenes relacionados con las drogas y los homicidios fueron más altos que en cualquier otro lugar. Coincidentemente, los disturbios de 1964 tuvieron lugar en los distritos policiales 28.º y 32.º del Departamento de Policía de Nueva York, localizados en Harlem, y el 79.º distrito en Bedford-Stuyvesant, los que fueron los únicos distritos policiales en el Departamento en el que se permitió patrullar a policías negros. Los disturbios raciales continuaron hasta 1967 y 1968, como parte de las tensiones políticas y raciales en los Estados Unidos, agravada por la elevada tasa de desempleo entre los negros, la segregación en la vivienda, la falta de aplicación de las leyes de los derechos civiles y los asesinatos de los blancos por parte de los negros.
En 1965, Andrew W. Cooper, periodista de Bedford-Stuyvesant, presentó una demanda en virtud de la Ley de Derechos Electorales contra el gerrymandering racial. La demanda alegó que Bedford-Stuyvesant fue dividido entre cinco distritos electorales, cada uno representado por un miembro blanco del congreso. El resultado fue la creación del 12º Distrito Congresional de Nueva York y la elección en 1968 de Shirley Chisholm, la primera mujer negra elegida en el Congreso de los Estados Unidos.
En 1977 se produjo un apagón en todo Nueva York debido a un fallo eléctrico en la Con Edison Plant. Como resultado, el saqueo y la delincuencia aumentó en toda la ciudad, especialmente en las zonas pobres de negros y puertorriqueños de Harlem, el Bronx y Brooklyn. Bedford-Stuyvesant y Bushwick fueron dos de las zonas más afectadas. Treinta y cinco manzanas de Broadway, la calle que divide las dos comunidades, se vieron afectadas, con 134 tiendas saqueadas, 45 de los cuales fueron incendiadas.

## Nativos y residentes notables
| - The Notorious B.I.G., nacido en Clinton Hill, rapero - Jay-Z, rapero - Fabolous, rapero - Lil' Kim, rapera - Chris Rock, comediante - Mike Tyson, boxeador - Big Daddy Kane, rapero - Cormega, rapero - Aaliyah, cantante - William Forsythe, actor - GZA, rapero - Gabourey Sidibe, actriz - Spike Lee, productor y director cinematográfico | - Lenny Wilkens, jugador y entrenador de baloncesto - Masta Ace, rapero - Juan Williams, periodista y comentarista político - Smif-N-Wessun, grupo de rap - Memphis Bleek, rapero - Mos Def, rapero - Talib Kweli, rapero - Maino, rapero - Connie Hawkins, jugador de baloncesto - Frank McCourt, novelista y Malachy McCourt, actor, escritor y político - Nelson Erazo, luchador - Floyd Patterson, boxeador - Tracy Morgan, comediante |